# 奇跡の歌
『奇跡の歌』（きせきのうた 原題：Looking for an echo）は、アメリカ合衆国の映画作品。

## キャスト
| 役名         | 俳優                             | 日本語吹替   |
| ------------ | -------------------------------- | ------------ |
| ヴィンス     | アーマンド・アサンテ             | 森田順平     |
| ジョアン     | ダイアン・ヴェノーラ             | 藤生聖子     |
| ヴィック     | ジョー・グリファシ               | 小室正幸     |
| オーギー     | トム・メイソン                   | 仲野裕       |
| ナッピィ     | アンソニー・ジョン・デニソン     | くわはら利晃 |
| プーチ       | ジョニー・ウィリアムズ           | 布目貞雄     |
| アンソニー   | エドアルド・バレリーニ           | 石田彰       |
| ティナ       | クリスティ・カールソン・ロマーノ | 小池亜希子   |
| トミー       | デヴィッド・ヴァディム           | 志村知幸     |
| フランシーヌ | モニカ・トロンベッタ             | 水落幸子     |
| ケニー       | デヴィッド・マーグリーズ         | 風間勇刀     |
| ニッキー     | パス・デ・ラ・ウエルタ           | 葛谷知花     |